# Krótkie zwarcia
Krótkie zwarcia – zbiór felietonów Stanisława Lema, publikowanych w „Tygodniku Powszechnym” w latach 1994–2004, w serii „Świat według Lema”. Tom został wydany przez Wydawnictwo Literackie w 2004 roku w jako 31. tom „Dzieł zebranych” autora, z posłowiem Jerzego Jarzębskiego.
Niektóre teksty były wcześniej publikowane w zbiorach: Lube czasy, Dziury w całym oraz Dylematy. Część tekstów ze zbioru ukazała się później również w książce Planeta LEMa. Felietony ponadczasowe.